# Coelophoris lucifer
Coelophoris lucifer là một loài bướm đêm trong họ Noctuidae.